# Top League
A Top League é o Campeonato Japonês de Rugby criado em 2003 contando atualmente com 16 times.